# Actiu subjacent
Un actiu subjacent (underlying security en anglès) és un valor financer qualsevol el preu del qual determina el preu d'un altre valor financer de tipus derivat.
preu (actiu subjacent) ⇒ preu (actiu derivat)
Són subjacents habituals les accions, cistelles d'accions, índexs borsaris, divises, tipus d'interès i mercaderies, per bé que qualsevol valor financer és susceptible d'esdevenir el subjacent d'un derivat, i inclús un derivat pot esdevenir un actiu subjacent d'un altre derivat com en el cas d'una opció sobre futurs.
Alguns exemples:
- En una opció (stock option) per comprar 100 accions de Nokia a 50 € l'abril del 2013, l'actiu subjacent són les accions de Nokia.
- En un contracte de futurs per comprar 1.000 € del bo alemany a 10 anys, l'actiu subjacent és el bo alemany a 10 anys.
- En una opció put per vendre un barril de petroli Brent a 6 mesos, l'actiu subjacent és el barril de petroli.
- Les opcions Euro-Bund (OGBL) negociades a l'Eurex tenen com a subjacent un altre derivat, els contractes de futurs sobre Euro-Bund (FGBL).